# Rắn ri voi

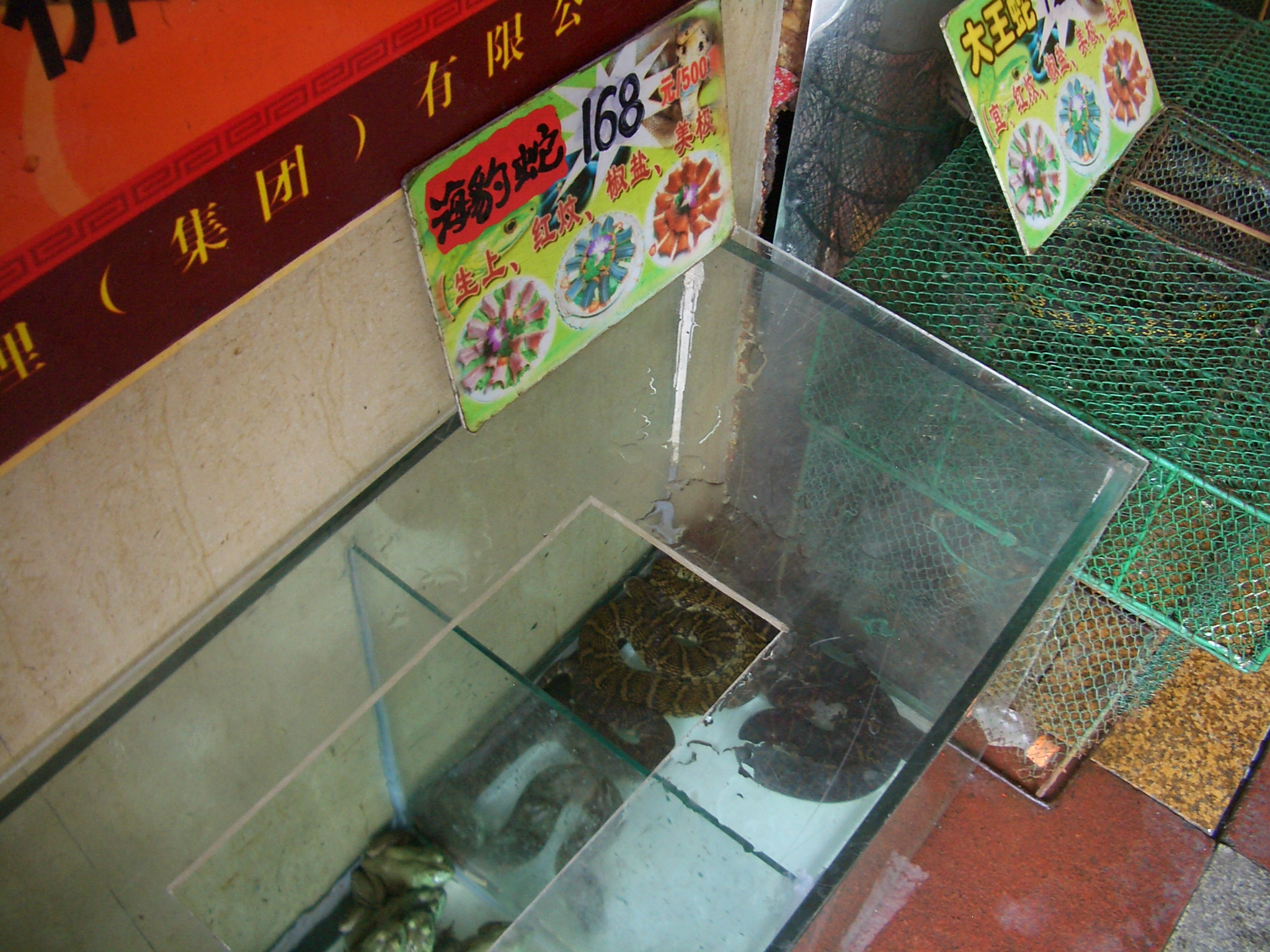
Con rắn gọi là "海豹蛇" ("hải báo xà", được nhiều trang web dịch thành Enhydris bocourti), kèm theo là một danh sách các món ăn từ nó, chiếm vị trí trang trọng trong số các sinh vật trưng bày bên ngoài một khách sạn ở Quảng Châu

Rắn ri voi hay còn gọi là rắn bồng voi, rắn ri tượng (Danh pháp khoa học: Subsessor bocourti, đồng nghĩa: Enhydris bocourti) là loài rắn duy nhất của chi Subsessor trong họ Rắn ri (Homalopsidae), chúng được nuôi phổ biến để lấy thịt rắn.

## Phân bố
Loài này là đặc hữu Đông Nam Á, bao gồm Thái Lan, Malaysia, Campuchia, Việt Nam. Cũng có thông báo là có ở Trung Quốc, nhưng có lẽ là do chúng đã thoát ra từ những lô rắn nhập khẩu vào Trung Quốc từ bất kỳ nơi nào khác ở Đông Nam Á.

## Môi trường sống
Trong tự nhiên, loài rắn này sinh sống trong các đầm lầy, ao hồ nông và các môi trường nước tù đọng khác. Thức ăn của chúng chủ yếu là cá, nhưng cũng có thể ăn thịt cả ếch nhái non.

## Đặc điểm
Chúng to hơn các loài rắn nước khác, có con nặng tới 7 – 8 kg. Đặc biệt, thịt rắn thơm và tỷ lệ thịt trên một đơn vị trọng lượng cơ thể của rắn ri voi cao hơn nhiều so với các loài rắn nước khác. Một con rắn ri voi cái có thể đẻ 7 lứa. Ở lứa đầu chỉ có 6 - tám con, tuy nhiên ở những lứa sau số con tăng lên dần cho đến lứa cuối cùng rắn có thể đẻ đến 40 con.
Rắn ri voi thích ăn động vật tươi sống, không ươn thối, không vẩy: nòng nọc, ếch nhái, cá trê, lươn con, trùn. Khi tập cho rắn ăn cá có vẩy, cá chết rắn cũng quen ăn dần. Nhiệt độ thích hợp cho sự sống và phát triển của rắn từ 23 – 32 độ C, rắn sống ở vùng nước ngọt không thích vùng nước lợ. Rắn ri voi không có nọc độc, nhưng rất nguy hiểm vì bản tính hung dữ và khả năng phản xạ rất nhanh khi gặp con mồi hoặc kẻ thù. Rắn ri voi có thể sống được 10 năm.
Vết cắn của chúng vừa sâu vừa buốt làm máu ra nhiều. Hơn nữa, răng rắn bị gẫy và nằm ngay trong vết cắn, cần gắp răng rắn ra và sát trùng để tránh bị nhiễm trùng. Rắn tấn công và ăn cả những con mồi lớn hơn chúng 1,5 lần, do miệng của chúng có thể há rộng rất lớn, vì xương hàm trên và hàm dưới ở rắn không ngoắc vào với nhau. Miệng cứ giãn ra mãi và con mồi bị nuốt dần vào bụng. Con mồi bị nuốt tới đâu, ta nhìn thấy rõ tới đó. Sau khi nuốt xong con mồi, rắn sẽ tìm nơi kín đáo ẩn nấp nằm chờ tiêu hóa con mồi, có khi nó nằm tới cả tuần. Khi con mồi đã được tiêu hết nó mới tiếp tục đi tìm mồi mới. Nhiều nghiên cứu cho thấy, rắn tiêu hóa con mồi trong môi trường nước nhanh hơn trên cạn. Rắn ri voi thường bắt mồi về đêm.

## Chăn nuôi
Nuôi rắn ri voi tốn ít chi phí vì không nhất thiết phải đầu tư xây dựng chuồng trại, tùy theo điều kiện của từng hộ gia đình mà tổ chức nuôi lớn hay nhỏ. Người nuôi có thể thả rắn trong thau, chậu hoặc thùng. Thức ăn cho rắn cũng dễ tìm và nhẹ công chăm sóc. Vì vậy, nghề nuôi rắn ri voi thích hợp với các hộ gia đình ở nông thôn vì có thể tận dụng thời gian nhàn rỗi nuôi thêm rắn để cải thiện cuộc sống.
Nuôi rắn ri voi cũng không khó, ngoài chi phí xây bồn xi măng cao từ 1 mét trở lên, đảm bảo mực nước tối thiểu là 0,5 m, có hệ thống van để cấp, xả nước, ở đáy bể lót một lớp bùn đất dày khoảng 20 – 30 cm, trên thả cỏ, lục bình tạo môi trường tự nhiên để rắn sinh sản và phát triển thì điều quan trọng là giữ cho môi trường nước không ô nhiễm. Rắn ri voi ít bệnh, chủ yếu do nguồn nước không sạch, không trồng cỏ rác để khi phân rắn thải ra bị bẩn. Bồn nuôi rắn chủ yếu trồng lục bình để hút hết phân tạo nên môi trường sạch, rắn không bệnh.
Thức ăn cho rắn là các loại cá da trơn còn sống như cá trê, cá chốt, cá tra.. nhưng cách 10 ngày mới cho ăn một lần. Thức ăn tươi tỷ lệ 3-5% trọng lượng rắn, ăn hàng ngày, tùy sức ăn của rắn mà tăng hoặc giảm không để thức ăn dư thừa làm thối nước. Thức ăn là cá trê khi cho rắn ăn sống không cắt ngạnh luôn mà để nguyên như môi trường hoang dã, cho rắn ăn bữa nay ăn không hết thì ăn 2 - 3 bữa rắn sẽ ăn hết. Về nuôi rắn sinh sản, khoảng tháng 5-6 âm lịch cho rắn giao phối, thả nuôi tỷ lệ 50% rắn đực, 50% rắn cái sẽ tránh tình trạng rắn đẻ non (không có con), chọn rắn bố mẹ trọng lượng từ 800-1.300 gam để cho sinh sản. Chọn giống nuôi phải đồng đều, không dị tật, nhanh nhẹn.